# Коваль, Иван Кириллович
Иван Кириллович Коваль (10 ноября 1929, с. Анновка Привольнянского района Николаевской области — 16 июня 2020, Чернигов, Украина) — советский и украинский астроном, доктор физико-математических наук, почётный профессор Черниговского национального педагогического университета имени Т. Г. Шевченко.
Руководил группой по изучению Марса, Венеры и Меркурия, а затем и возглавлял комиссию по физике планет Академии наук СССР. Был директором Главной астрономической обсерватории Национальной академии наук Украины.

## Биография
Родился 10 ноября 1929 года в с. Аннівка Привольнянского района Николаевской области. Окончил физико-математический факультет Харьковского государственного университета. А. М. Горького (специальность «астрономия»).
С 1960 года — старший научный сотрудник Главной астрономической обсерватории АН УССР, с 1964 года — заведующий отделом астрофизики. В 1964 году — член Международного астрономического союза.
В течение 1973—1975 годов — директор ГАО. С 1975 года работал в Черниговском государственном педагогическом институте (ныне — Черниговский национальный педагогический университет им. Т. Г. Шевченко), с 1983 года — заведующий кафедрой астрономии и теоретической физики.
Узкий профессиональный направление научной деятельности — физика планет. Научный консультант центра дальней космической связи при исследовании Марса с помощью советских спусковых космических аппаратов серии «Марс» (1971—1973). С 1973 года председатель комиссии по физике планет при Астрономическом совете АН СССР. Неоднократно принимал участие в съездах и научных конференциях Международного астрономического союза (в США, Великобритании, Нидерландах, ГДР, ФРГ, Польше, Чехословакии).
С 1975 года работал в ЧГПУ. На высоком учебно-методическом уровне вёл занятия по астрономии и астрофизике. Значительное внимание уделял студенческой научной работе.
И. К. Коваль — учёный международного уровня. Астроном, доктор физико-математических наук (1969), профессор (1982). Заслуженный деятель науки и техники Украины (1991).

## Научное наследие
Автор около 150 научных трудов, в частности:
- «Фотографическая фотометрия Марса со светофильтрами во время великого противостояния планеты в 1956 году», монография в соавторстве (1959);
- «Планета Марс», монография (1962);
- «Фотометрические характеристики Марса по данным фотографических наблюдений в 1971 году», монография в соавторстве (1975);
- «О состоянии астрономического образования в Украине» (2001);
- «О состоянии астрономического образования в Украине», материалы IV Международной научно-практической конференции «Образование и школа XXI века» (2004).